# Subprefectura de Oshima

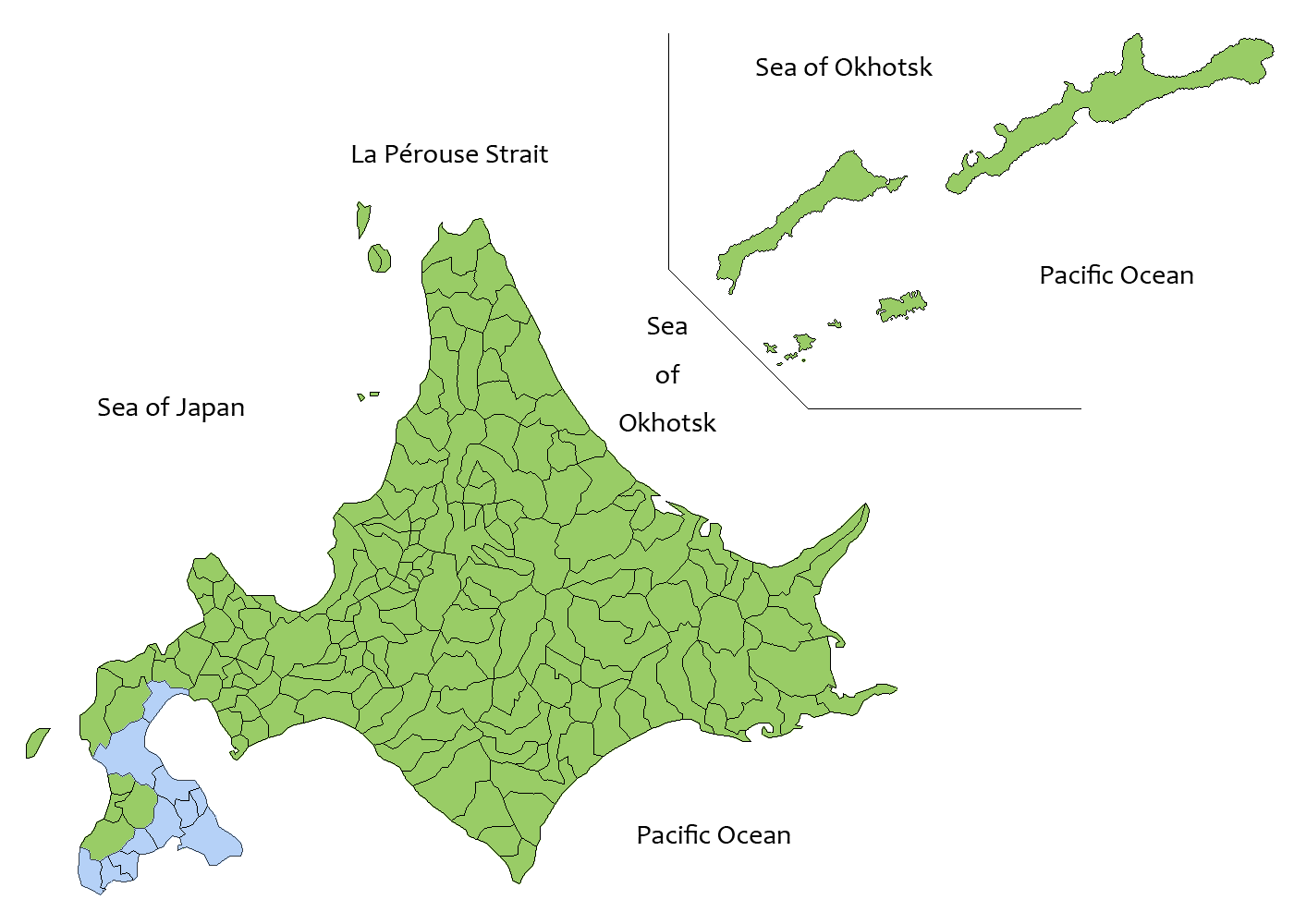
Subprefectura de Oshima (en celeste) en Hokkaidō.

La subprefectura de Oshima (渡島支庁 Oshima-shichō?) es una subprefectura de Hokkaidō, Japón.  En 2005 tenía una población de 456 300 y una área de 3936,08 km².

## Geografía

### Ciudades
- Hakodate (capital)
- Hokuto

### Distritos
- Distrito de Matsumae
  - Matsumae
  - Fukushima
- Distrito de Kamiiso
  - Shiriuchi
  - Kikonai
- Distrito de Kameda
  - Nanae
- Distrito de Kayabe
  - Shikabe
  - Mori
- Distrito de Futami
  - Yakumo
- Distrito de Yamakoshi
  - Oshamanbe